# Nutrizione enterale
La nutrizione enterale è un tipo di nutrizione artificiale che prevede la somministrazione di alimenti attraverso il posizionamento di una sonda nell'apparato digerente del paziente che è impossibilitato a nutrirsi per via orale.

## Tipologie
Se non è possibile posizionare una sonda gastrica (sondino nasogastrico), come nel caso vi siano ostruzioni non superabili, ad esempio tumori dell'esofago, si può effettuare una gastrostomia o una duodenostomia e introdurre la sonda per via percutanea (PEG).

## Descrizione
L'alimentazione enterale si avvale di soluzioni apposite, prodotte dall'industria farmaceutica o confezionate dai servizi farmaceutici ospedalieri, curate in modo attento dalla elevata competenza del farmacista ospedaliero esse devono essere bilanciate dal punto di vista nutritivo e arricchite di vitamine e sali minerali.
L'impiego di pompe per infusione permette di evitare l'eventuale insorgenza di dumping syndrome o di coliche addominali con diarrea.